# Sven Ivar Seldinger
Sven Ivar Seldinger, född 19 april 1921 i Mora, död 19 februari 1998, var en svensk läkare (radiolog) och uppfinnare inom det angiografiska området.
Seldinger studerade 1940 till 1948 medicin vid Karolinska Institutet. 1950 kom han till Karolinska sjukhusets röntgenavdelning som underläkarvikarie. Kollegan Åke Lindbom hade vid detta tillfälle nyligen disputerat på en angiografisk avhandling och Seldinger fick assistera honom vid angiografier, vilket fick honom intresserad av detta område.

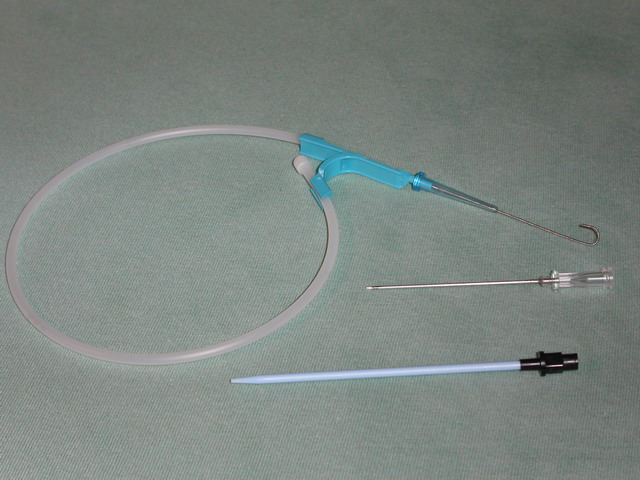
Utrustning av modernt utförande för att föra in en kateter med hjälp av Seldingertekniken.

De angiografiska undersökningarna byggde på att en kateter fördes in i blodkärlet via en nål för att kunna dosera kontrastmedel. Utformningen av den angografiska utrustningen innebar besvärliga avvägningar för att å ena sidan få in tillräcklig mängd kontrastmedel på rätt ställe, och å andra sidan undvika att den använda utrustningen skadade blodkärlen, inte minst vid det ställe där katetern fördes in. Seldinger, som med flera urmakare i släkten hade viss finmekanisk bakgrund, försökte snart förbättra de angiografiska undersökningarna genom att hitta ett sätt att använda en mindre nål och ändå en grövre kateter. I ett första steg tog han tillsammans med AB Stille-Werner fram en så kallad angiografisk ledare i form av en metallspiral armerad med en metalltråd, som var till för att vägleda en kateter. I april 1952 lyckades Seldinger kombinera nål, ledare och kateter till det som döpts till Seldingertekniken. Tekniken innebär i huvudsak att nålen sätts in, ledaren sätts in via nålen, nålen dras ut, katetern förs in på ledaren, och ledaren dras ut. På så sätt behövde inte hålet där katetern går in göras större än katetern själv. Resultaten presenterades vid en konferens i Helsingfors i juni 1952 av Seldingers chef, professor Knut Lindblom, och publicerades därefter av Seldinger i tidskriften Acta Radiologica.
Seldingertekniken ledde till att angiografier kunde utföras med färre komplikationer, och anammades snabbt över hela världen. Genom att den också innebar att katetern enklare kunde vägledas till rätt ställe i kroppen, lade den också grunden till den senare utvecklingen av interventionell radiologi.
Seldinger gjorde en del andra pionjärinsatser och skrev slutligen en doktorsavhandling vid Karolinska Institutet 1966 baserad på sina insatser, och fick Åke Lindbom som fakultetsopponent. Efter sin disputation arbetade han en tid vid Ekmanska sjukhuset i Göteborg och blev i samband med detta docent vid Göteborgs universitet. Han fortsatte dock med klinisk verksamhet snarare än akademisk karriär. Efter en kortare tid i Göteborg återvände han till Mora som överläkare och klinikchef vid Mora lasarett, där han stannade till sin pensionering 1986.
År 1984 promoverades Seldinger till hedersdoktor vid Uppsala universitet. 1992 togs initiativ till en svensk intresseförening för vaskulär och interventionell radiologi, inom Svensk Förening för Medicinsk Radiologi. Med Seldingers godkännande antog föreningen namnet Seldingersällskapet för Vaskulär och Interventionell Radiologi (SSVIR), och valde 1993 Seldinger som förste hedersledamot.
Sven Ivar Seldinger är gravsatt på gamla kyrkogården i Mora.

## Illustration av Seldingertekniken

Steg 1
Steg 2
Steg 3
Steg 4
Steg 5
Steg 6